# Phil Collinson
Phil Collinson est un producteur de télévision britannique. Il fut d’abord un acteur, avant de passer en coulisses, en tant que scénariste et écrivain sur des programmes comme Springhill et Emmerdale, pour finalement devenir producteur (Peak Practice, Doctor Who).

## Carrière
Phil Collinson a produit quelques séries pour la BBC, dont la comédie dramatique Linda Green, les premières saisons d’un jeu des années 50 Born and Bred, ainsi qu’un thriller paranormal Classé Surnaturel. En janvier 2004, il commence à travailler comme le 10e producteur interne à plein temps du célèbre programme de science-fiction de la BBC Doctor Who.
Il fait une pause dans ses responsabilités de producteur de Doctor Who en 2007. Tout le monde pense qu’il quitte la série, ce qui n’est alors pas le cas. Le 1er février 2008, la BBC confirme finalement que Collinson quitte son poste dans la série Doctor Who pour retourner à Manchester en tant que « head of drama » (directeur de la fiction) de la BBC pour la région.
Il fut également producteur délégué, sur CBBC, du spin-off de la série Doctor Who : The Sarah Jane Adventures.

## Activités

### Auteur
- 1998 : Emmerdale

### Directeur
- 2000 : Peak Practice (1 épisode)

### Producteur
- 2001 : Linda Green
- 2002 : Born and Bred (6 épisodes)
- 2004 : Classé Surnaturel (6 épisodes)
- 2005-2008 : Doctor Who (48 épisodes)

### Producteur délégué
- 2007-2008 : Doctor Who (7 épisodes)
- 2007 : The Sarah Jane Adventures (11 épisodes)